# Кужбахтинский сельсовет
Кужбахтинский сельсовет  — муниципальное образование в Илишевском районе Башкортостана.

## История
Согласно «Закону о границах, статусе и административных центрах муниципальных образований в Республике Башкортостан» имеет статус сельского поселения.

## Население
| 2002 | 2009  | 2010  | 2012 | 2013 | 2014 | 2015 |
| ---- | ----- | ----- | ---- | ---- | ---- | ---- |
| 1146 | ↘1103 | ↘1020 | ↘997 | →997 | ↘959 | ↘925 |
| 2016 | 2017  | 2018  |      |      |      |      |
| ↘922 | ↘912  | ↘898  |      |      |      |      |

## Состав сельского поселения
| № | Населённый пункт | Тип населённого пункта       | Население |
| - | ---------------- | ---------------------------- | --------- |
| 1 | Тазеево          | село, административный центр | ↘518      |
| 2 | Кужбахты         | село                         | ↘372      |
| 3 | Гремучий Ключ    | деревня                      | ↘101      |
| 4 | Восток           | деревня                      | →29       |